# Noli (Italie)
Pour les articles homonymes, voir Noli.
Noli est une commune de la province de Savone, dans la région Ligurie, en Italie.

## Histoire
Noli fut le siège du pouvoir de la république du même nom.

## Géographie

### Localisation
Noli est une localité balnéaire italienne connue, faisant partie de Riviera di Ponente en Ligurie, à un peu plus d'une heure de route de la frontière française à Vintimille, dans une baie à l'abri des vents.
Elle se distingue par le vieux bourg médiéval caractérisé par de petites rues surmontées par des arcs portants soutenant les bâtiments.

### Hameaux
Les lieux-dits de Noli sont Voze et Tosse.

### Communes limitrophes
Les communes voisines de Noli sont Finale Ligure, Spotorno et Vezzi Portio.
Ancienne République maritime alliée de Gênes,  Noli a été pendant plus de 600 ans un port important de la côte ligurienne. Christophe Colomb y séjourna le 31 mai 1476 en préparation d'un voyage vers les Pays-Bas qui déterminera son destin et sa volonté de réunir l'occident et l'orient.

## Administration

### Liste des maires
| Période                                  | Période  | Identité         | Étiquette | Qualité |
| ---------------------------------------- | -------- | ---------------- | --------- | ------- |
| 14 juin 2004                             | En cours | Ambrogio Repetto |           |         |
| Les données manquantes sont à compléter. |          |                  |           |         |

### Jumelages
- Langenargen (Allemagne) depuis 2005.

## Économie
Il s'agit d'un des derniers villages côtiers à disposer d'une coopérative de pêcheurs artisanaux qui vont en mer toutes les nuits avec leurs petites embarcations et vendent le poisson frais le lendemain matin.

## Culture

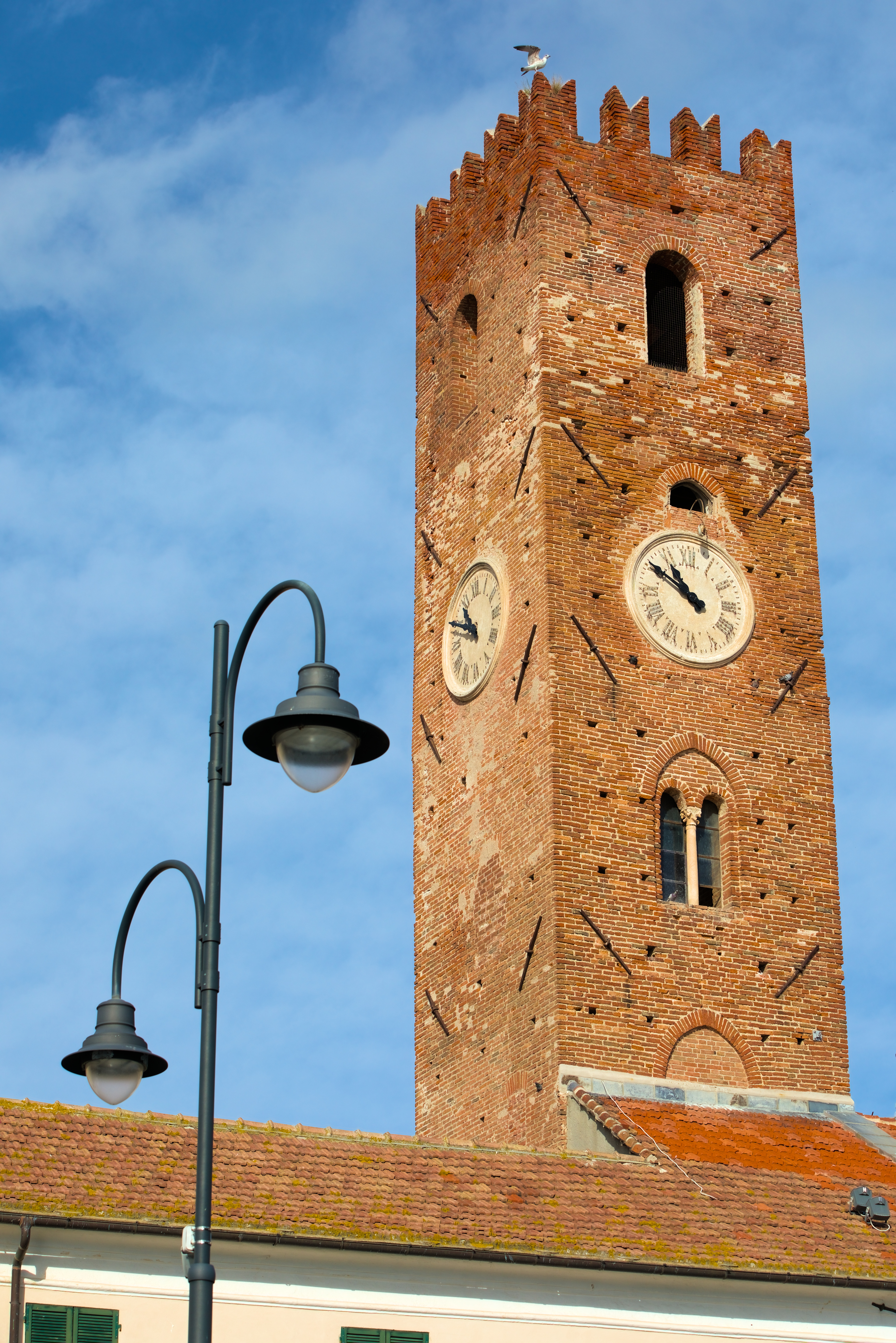
La tour de l'Hôtel de Ville.
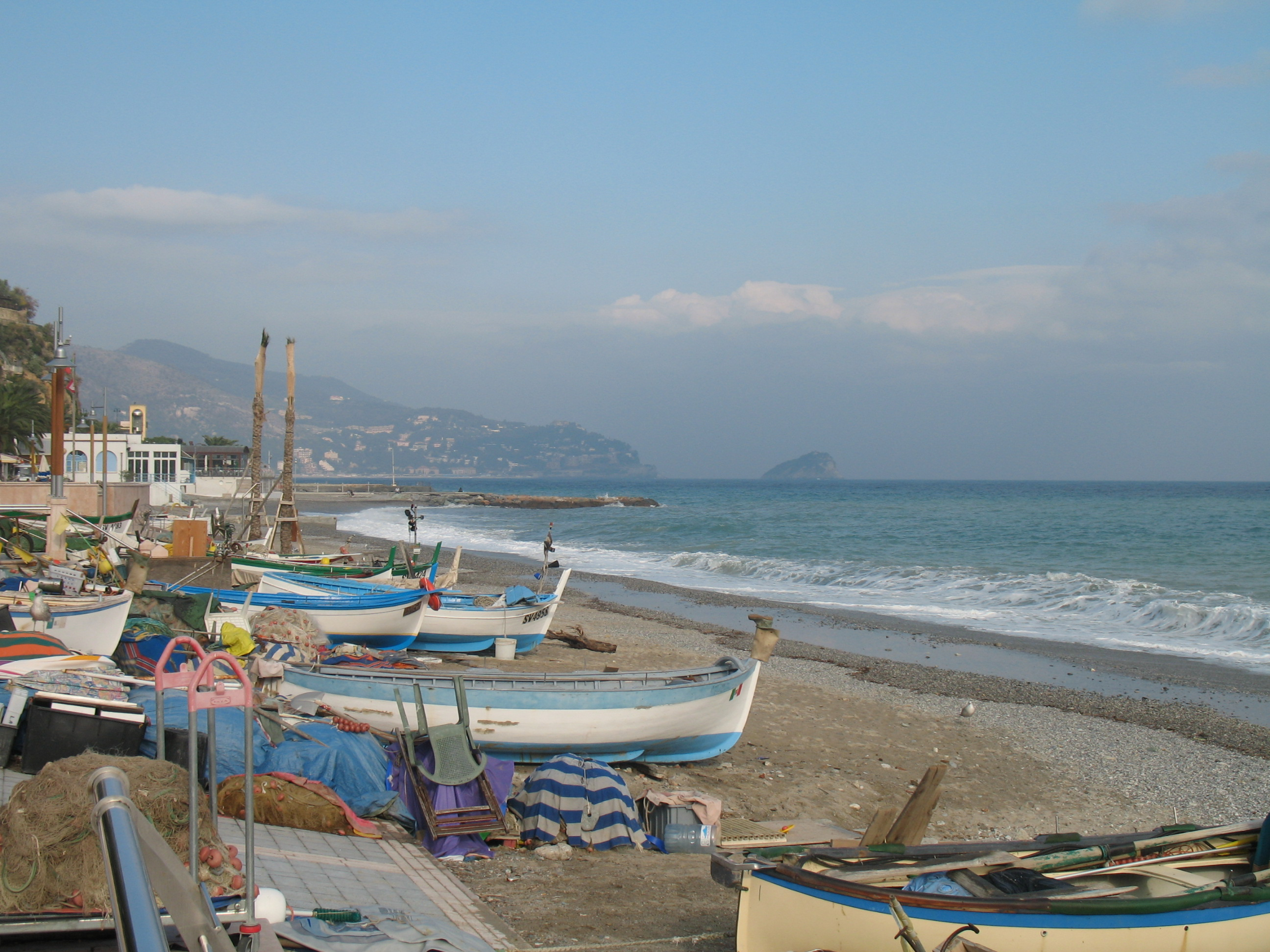
Plage et bateaux de pêcheurs artisanaux.
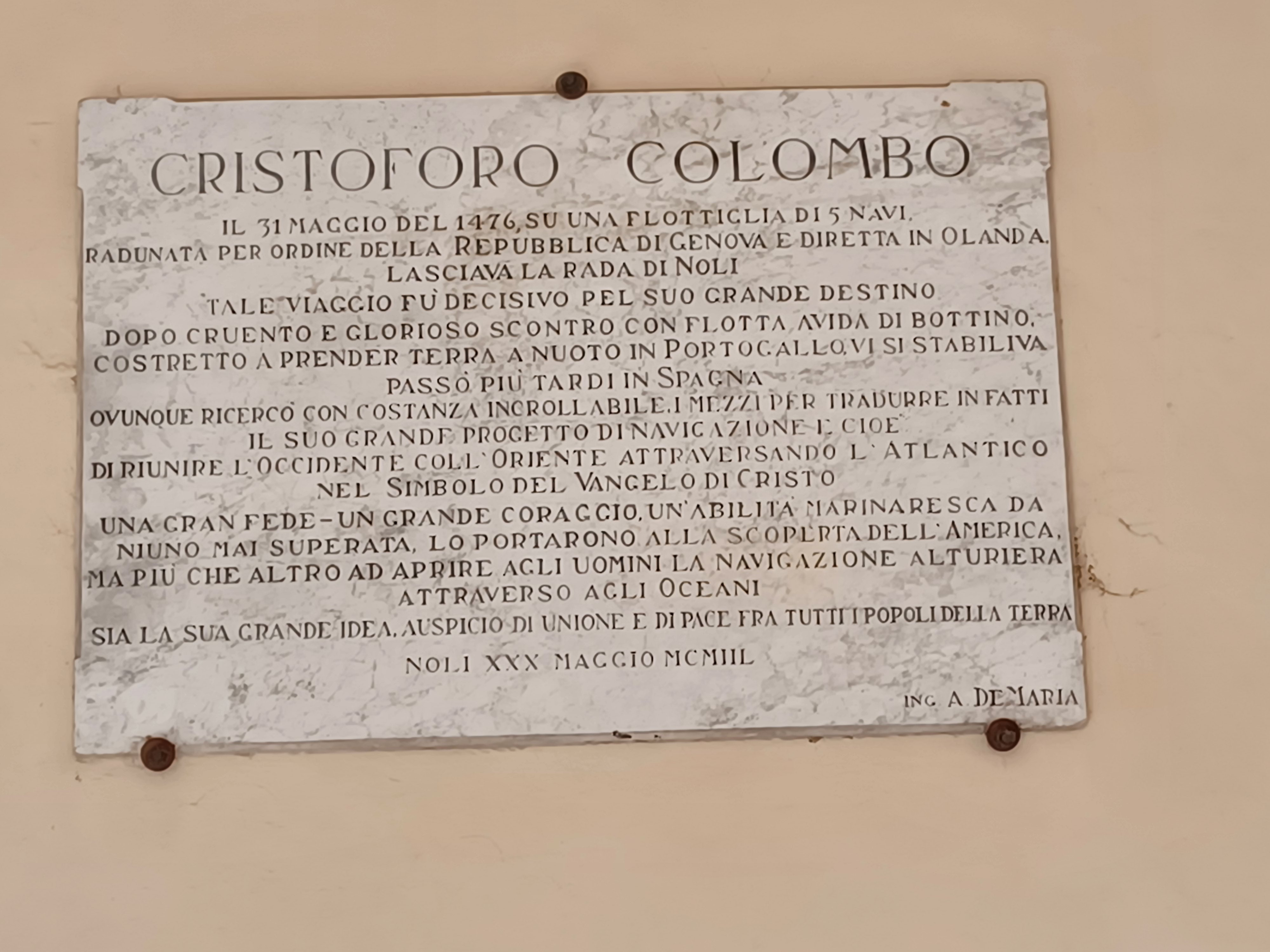
Plaque commémorative en l'honneur du passage de Christophe Colomb.
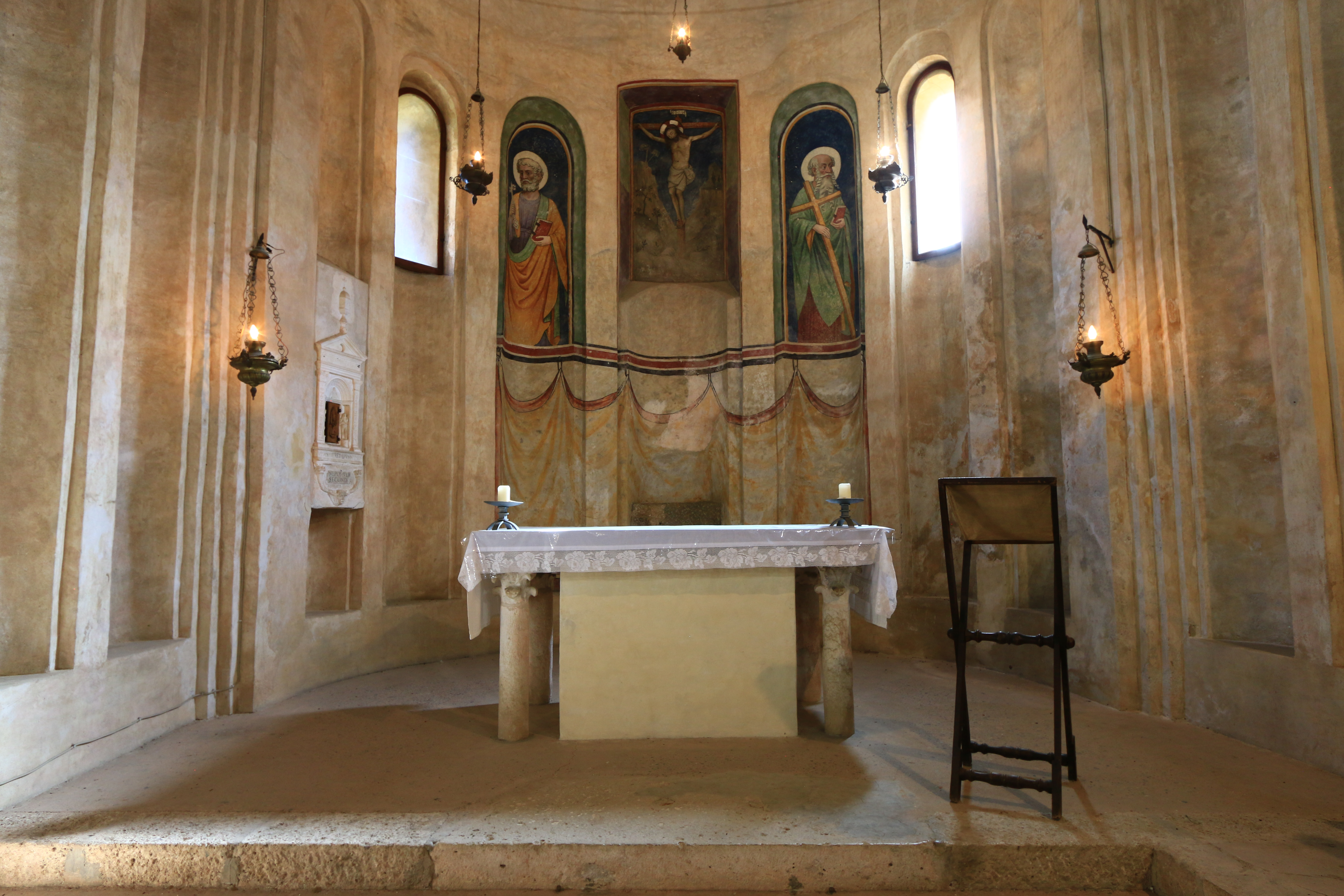
Chœur de l'église San Paragorio.
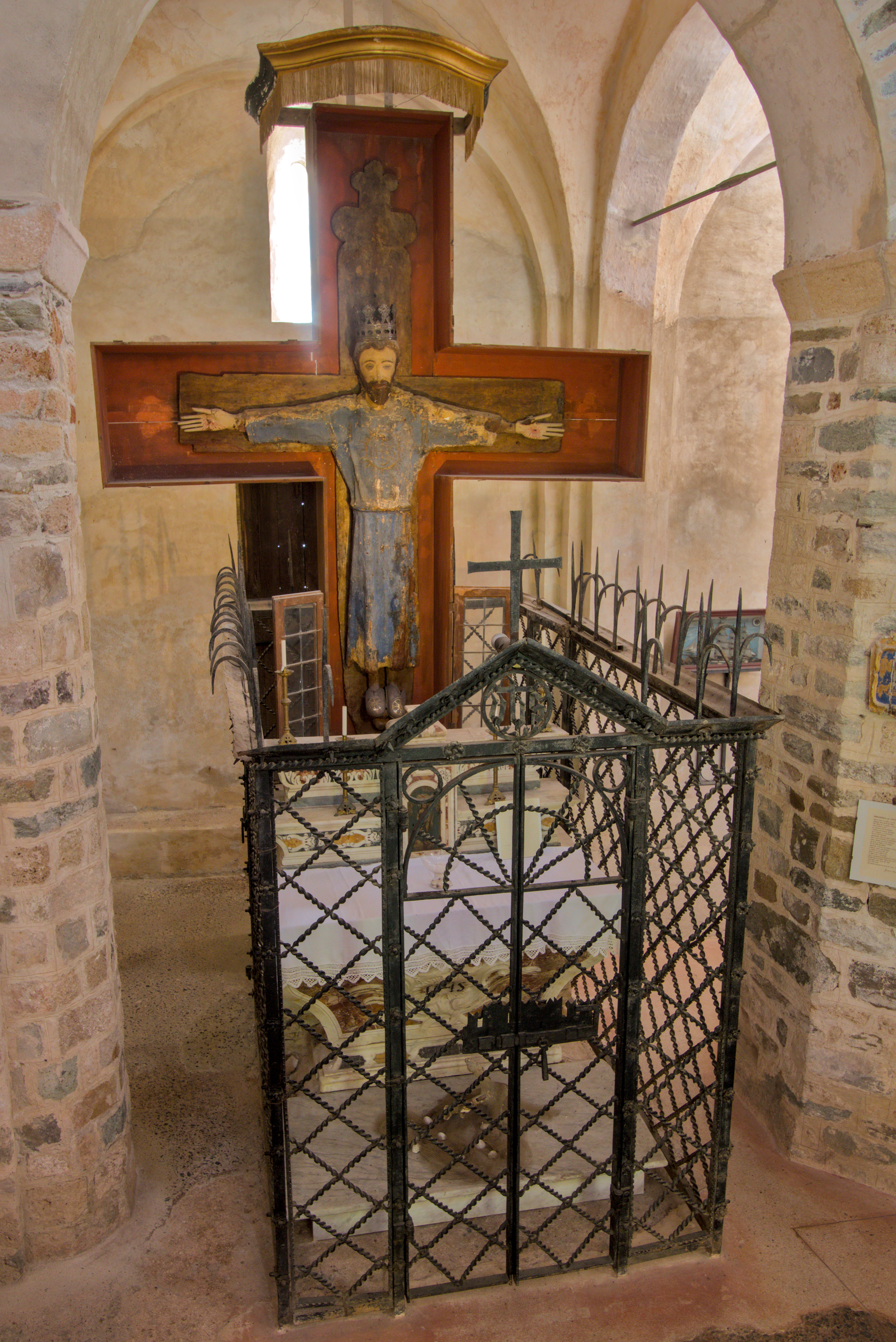
Crucifix roman en bois dans l'église San Paragorio.
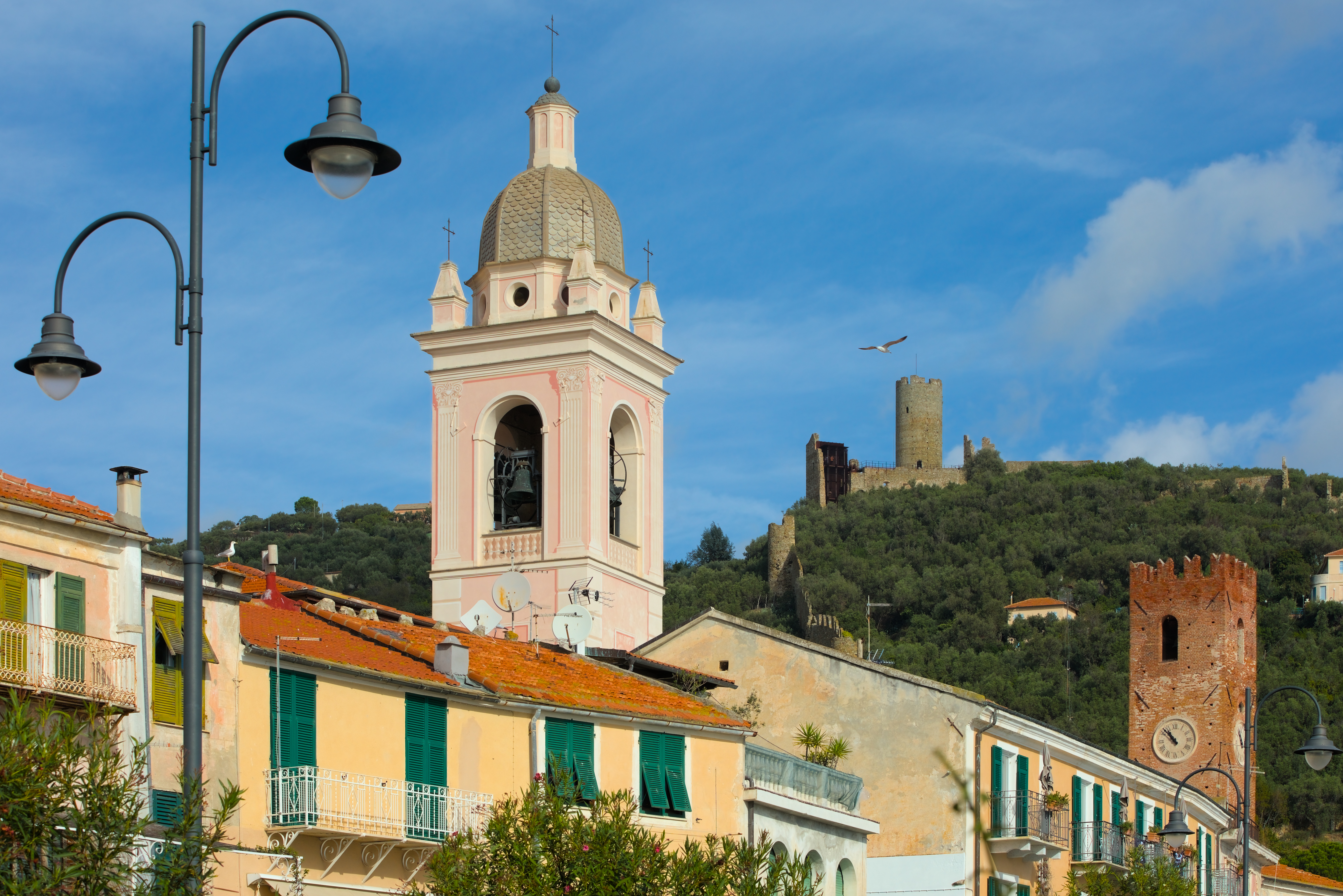
La tour de la cathédrale, le château et la tour de l'Hôtel de Ville.